# Arthur Fagan
Arthur William Fagan (ur. 10 grudnia 1890 w Chertsey, zm. 8 lipca 1977 w Chelsea) – brytyjski szermierz. Członek brytyjskiej drużyny olimpijskiej w 1912 roku.